# Leporinus
Leporinus là một chi cá thuộc họ Anostomidae trong Bộ Cá chép mỡ

## Species
Hiện hành có 92 loài được ghi nhận trong chi này:
| - Leporinus acutidens Valenciennes, 1837 - Leporinus affinis Günther, 1864 - Leporinus agassizii Steindachner, 1876 - Leporinus alternus C. H. Eigenmann, 1912 - Leporinus amae Godoy (pt), 1980 - Leporinus amazonicus dos Santos & Zuanon, 2008 - Leporinus amblyrhynchus Garavello & Britski, 1987 - Leporinus apollo Sidlauskas, Mol & Vari, 2011 - Leporinus arimaspi Burns, B. W. Frable & Sidlauskas, 2014 - Leporinus microphysus Birindelli & Britski, 2013 - Leporinus arcus C. H. Eigenmann, 1912 (Lipstick leporinus) - Leporinus aripuanaensis Garavello & dos Santos, 1981 - Leporinus badueli Puyo, 1948 - Leporinus bahiensis Steindachner, 1875 - Leporinus bimaculatus Castelnau, 1855 - Leporinus bistriatus Britski, 1997 - Leporinus bleheri Géry, 1999 - Leporinus boehlkei Garavello, 1988 - Leporinus brinco Birindelli, Britski & Garavello, 2013 - Leporinus britskii Feitosa, dos Santos & Birindelli, 2011 - Leporinus brunneus G. S. Myers, 1950 - Leporinus conirostris Steindachner, 1875 - Leporinus copelandii Steindachner, 1875 - Leporinus cylindriformis Borodin, 1929 - Leporinus desmotes Fowler, 1914 - Leporinus ecuadorensis C. H. Eigenmann & Henn, 1916 - Leporinus elongatus Valenciennes, 1850 - Leporinus falcipinnis Mahnert, Géry & So. Muller, 1997 - Leporinus fasciatus Bloch, 1794 (Banded leporinus) - Leporinus friderici Bloch, 1794 (Threespot leporinus) - Leporinus geminis Garavello & dos Santos, 2009 - Leporinus gomesi Garavello & dos Santos, 1981 - Leporinus gossei Géry, Planquette & Le Bail, 1991 - Leporinus granti C. H. Eigenmann, 1912 - Leporinus guttatus Birindelli & Britski, 2009 - Leporinus holostictus Cope, 1878 - Leporinus jamesi Garman, 1929 - Leporinus jatuncochi Ovchynnyk, 1971 - Leporinus klausewitzi Géry, 1960 - Leporinus lacustris Amaral Campos, 1945 - Leporinus lebaili Géry & Planquette, 1983 - Leporinus leschenaulti Valenciennes, 1850 - Leporinus macrocephalus Garavello & Britski, 1988 - Leporinus maculatus J. P. Müller & Troschel, 1844 (Spotted leporinus) - Leporinus marcgravii Lütken, 1875 - Leporinus melanopleura Günther, 1864 (Spottail leporinus) - Leporinus melanopleurodes Birindelli, Britski & Garavello, 2013 - Leporinus melanostictus Norman, 1926 | - Leporinus microphthalmus Garavello, 1989 - Leporinus microphysus Birindelli & Britski, 2013 - Leporinus moralesi Fowler, 1942 - Leporinus multifasciatus Cope, 1878 - Leporinus muyscorum Steindachner, 1900 - Leporinus nattereri Steindachner, 1876 - Leporinus niceforoi Fowler, 1943 - Leporinus nigrotaeniatus Jardine, 1841 (Halfline leporinus) - Leporinus nijsseni Garavello, 1990 - Leporinus obtusidens Valenciennes, 1837 - Leporinus octofasciatus Steindachner, 1915 - Leporinus octomaculatus Britski & Garavello, 1993 - Leporinus ortomaculatus Garavello, 2000 - Leporinus pachyurus Valenciennes, 1850 - Leporinus parae C. H. Eigenmann, 1908 - Leporinus paralternus Fowler, 1914 - Leporinus paranensis Garavello & Britski, 1987 - Leporinus parvulus Birindelli, Britski & F. C. T. Lima, 2013 - Leporinus pearsoni Fowler, 1940 - Leporinus pellegrinii Steindachner, 1910 - Leporinus piau Fowler, 1941 - Leporinus piavussu Britski, Birindelli & Garavello, 2012 - Leporinus pitingai dos Santos & Jégu, 1996 - Leporinus platycephalus Meinken, 1935 - Leporinus punctatus Garavello, 2000 - Leporinus reinhardti Lütken, 1875 - Leporinus reticulatus Britski & Garavello, 1993 - Leporinus santosi Britski & Birindelli, 2013 - Leporinus sexstriatus Britski & Garavello, 1980 - Leporinus spilopleura Norman, 1926 - Leporinus steindachneri C. H. Eigenmann, 1907 - Leporinus steyermarki Inger, 1956 - Leporinus striatus Kner, 1858 - Leporinus subniger Fowler, 1943 - Leporinus taeniatus Lütken, 1875 - Leporinus taeniofasciatus Britski, 1997 - Leporinus tigrinus Borodin, 1929 - Leporinus trifasciatus Steindachner, 1876 - Leporinus trimaculatus Garavello & dos Santos, 1992 - Leporinus tristriatus Birindelli & Britski, 2013 - Leporinus uatumaensis dos Santos & Jégu, 1996 - Leporinus unitaeniatus Garavello & dos Santos, 2009 - Leporinus vanzoi Britski & Garavello, 2005 - Leporinus venerei Birindelli & Britski, 2008 - Leporinus wolfei Fowler, 1940 - Leporinus y-ophorus C. H. Eigenmann, 1922 |